# Shin A-lam
Shin A-lam, född 23 september 1986, är en sydkoreansk fäktare. Hon tävlade i värja vid de  olympiska sommarspelen 2012 och nådde semifinalerna, men förlorade där på grund av ett kontroversiell beslut. Hennes sydkoreanska tränare lämnade in en protest, och medan protesten behandlades kunde hon inte lämna pisten då detta hade tolkats som att hon accepterade förlusten. Istället satt hon kvar, gråtandes.. Det ursprungliga beslutet vidhölls. Publiken hejade fram Shin när hon återvände för bronsmatchen, som hon dock förlorade. Hon ingick i Sydkoreas lag som tog OS-silver i damernas lagtävling i värja i samband med de olympiska fäktningstävlingarna 2012 i London.<